# Subida al Fito

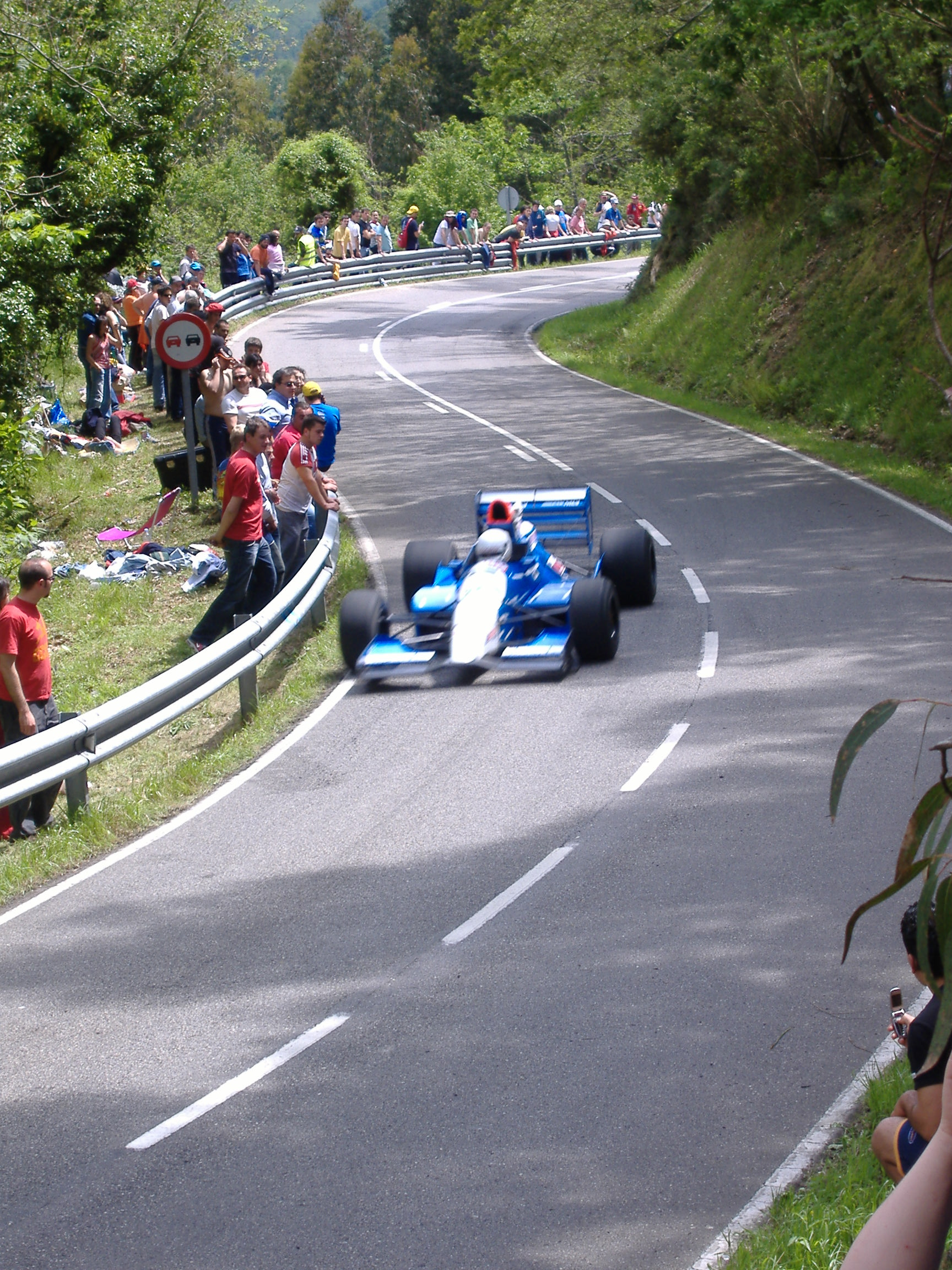
Reynard Formel 3000 (2006)

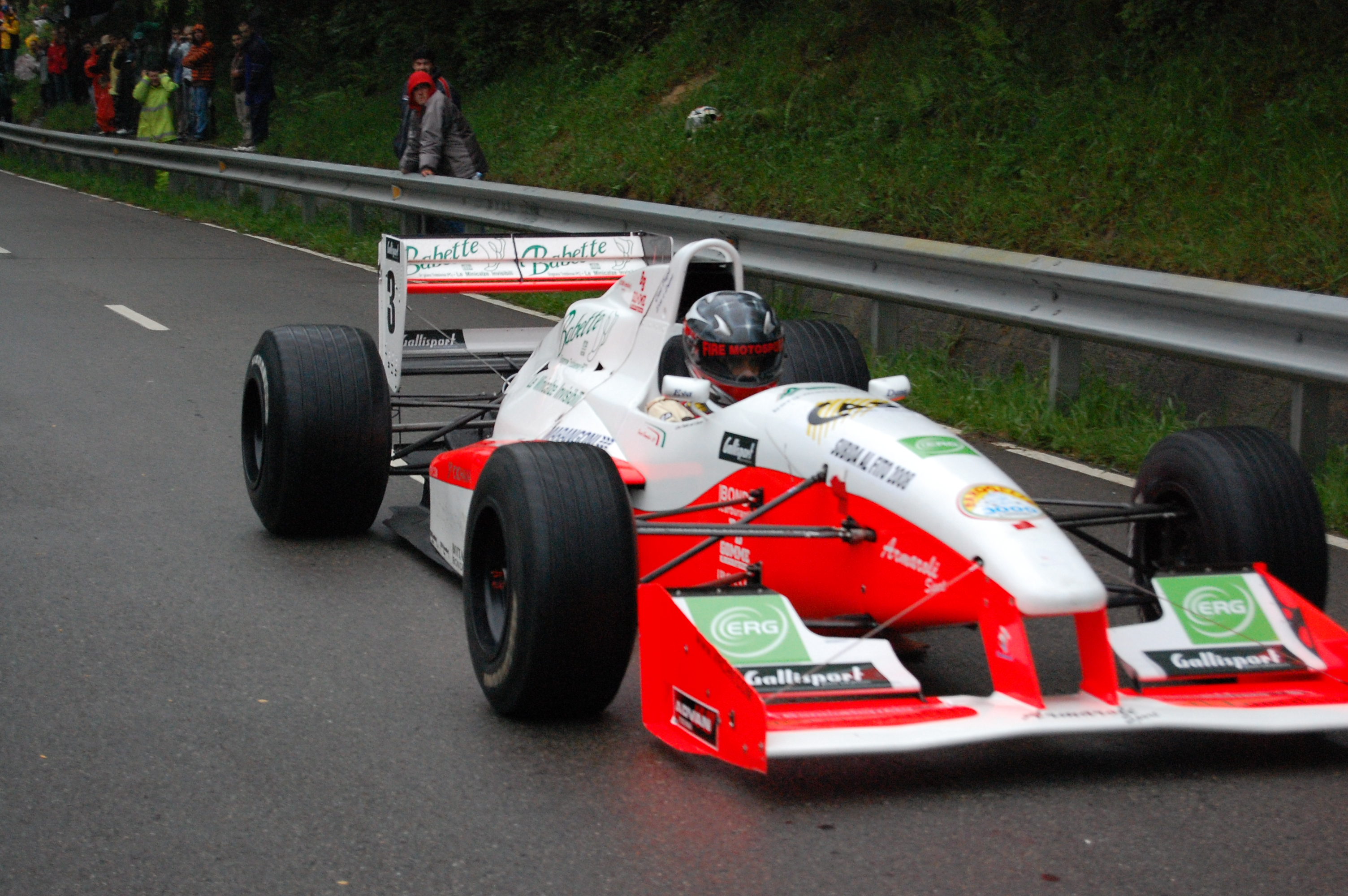
Fausto Bormolini, Europa-Bergmeisterschaft 2008

Das Subida al Fito ist ein Bergrennen im spanischen Verwaltungsgebiet von Parres im Osten der Autonomen Gemeinschaft Asturien.
Die dabei benutzte Rennstrecke der Stadt Arriondas ist Austragungsort der internationalen Europa-Bergmeisterschaft (offiziell FIA European Hill Climb Championship) und der nationalen Meisterschaft Campeonato de España de Montaña. Der Wettbewerb am Berg Mounte Fito findet seit 1971 jährlich statt.

## Veranstaltungen
Die Besonderheit bei dieser Veranstaltung ist, dass es zwei Streckenführungen gibt. Eine Variante ist die Nord Strecke (Subida de Velocidad al Fito Norte) am Monte Fito, die zur nationalen Meisterschaft gefahren wird und Süd Strecke (Subida al Fito Sur) die zur Europa-Bergmeisterschaft genutzt wird. Seit 1991 wird die dreitägige Veranstaltung als Subida Internacional al Fito bezeichnet.

## Strecke
Die Strecke ist 5350 m lang. Sie gilt angesichts der vielen kurvenkombinationen und der schmalen Straße als eine der anspruchsvollsten Strecken in der gesamten Berg Europameisterschaft. Zudem ist die Durchschnittsgeschwindigkeit bei diesem Rennen deutlich niedriger als bei anderen EM-Läufen.

## Fahrzeuge
Nach den FIA-Regeln sind von der obersten spanischen Sportkommission Real Federación Española de Automovilismo folgende Fahrzeuge zugelassen:
Kategorie I – Produktionswagen
- Gruppe N – Produktionswagen
- Gruppe A – Tourenwagen (inkl. World Rally Cars und Super 1600)
- Gruppe SP – Superproduktionswagen
- Gruppe S20 – Super 2000-Fahrzeuge (Rallye und Rundstrecke)
- Gruppe GT – Fahrzeuge der Klassen GT1, GT2 und GT3

Kategorie II – Rennwagen
- Gruppe CN – Produktionssportwagen
- Gruppe D/E2-SS – Ein- oder zweisitzige Rennwagen einer internationalen Formel oder formelfrei mit einem maximalen Hubraum von 3000 cm³. Dies sind hauptsächlich Fahrzeuge der Formel 3 und der Formel 3000.
- E2-SC – Zweisitzige Sportwagen bis 3000 cm³
- E2-SH – Silhouetten-Tourenwagen

## Liste der Gewinner
| Jahr | Veranstaltung                        | Gewinner                   | Fahrzeug                   |
| ---- | ------------------------------------ | -------------------------- | -------------------------- |
| 1971 | I Subida de Velocidad al Fito Norte  | Spanien José María Lencina | BMW 2002 Ti                |
| 1972 | II Subida al Fito Norte              | Spanien Juan Fernández     | Porsche 908 3 A            |
| 1973 | III Subida al Fito                   | Spanien Alfredo Turcheto   | Lancia Flavia              |
| 1974 | IV Subida al Fito Norte              | Spanien Miguel Brunels     | Selex 1800                 |
| 1975 | V Subida al Fito Sur                 | Spanien Juan Fernández     | Osella BMW                 |
| 1977 | VI Subida al Fito                    | Spanien Bernardino Hevia   | Martini Formel 1800        |
| 1978 | VII Subida al Fito                   | Spanien Juan Fernández     | Lola BMW                   |
| 1979 | VIII Subida al Fito                  | Spanien Juan Fernández     | Lola BMW                   |
| 1980 | IX Subida al Fito                    | Frankreich Jean Claude     | Lola BMW                   |
| 1981 | X Subida al Fito                     | Spanien Carlos Arenzana    | Lola BMW                   |
| 1982 | XI Subida al Fito                    | Spanien Carlos Arenzana    | Lola BMW                   |
| 1983 | XII Subida al Fito                   | Spanien Pedro Román        | Lola BMW                   |
| 1984 | XIII Subida al Fito                  | Spanien Andrés Vilariño    | Lola Peñascal              |
| 1985 | XIV Subida al Fito                   | Spanien Paulino Díaz       | Talbot Rallye              |
| 1986 | XV Subida al Fito                    | Andorra Joan Vinyes        | Lola BMW                   |
| 1987 | XVI Subida al Fito                   | Spanien Francisco Egozcue  | Lola BMW                   |
| 1988 | XVII Subida al Fito                  | Andorra Joan Vinyes        | Lola BMW                   |
| 1989 | XVIII Subida al Fito                 | Spanien Pancho Egozcue     | Osella BMW                 |
| 1990 | XIX Subida al Fito                   | Spanien Luis Martínez      | Lola BMW                   |
| 1991 | XXI Subida Internacional al Fito     | Spanien Aitor Zabaleta     | Lola BMW                   |
| 1992 | XXII Subida Internacional al Fito    | Spanien Aitor Zabaleta     | Lola BMW                   |
| 1993 | XXIII Subida Internacional al Fito   | Andorra Joan Vinyes        | Osella BMW                 |
| 1994 | XXIV Subida Internacional al Fito    | Andorra Joan Vinyes        | Osella BMW                 |
| 1995 | XXV Subida Internacional al Fito     | Italien Fabio Danti        | Luchini                    |
| 1996 | XXVI Subida Internacional al Fito    | Spanien Andrés Vilariño    | Norma BMW                  |
| 1997 | XXVII Subida Internacional al Fito   | Spanien Aitor Zabaleta     | Lola CEPSA                 |
| 1998 | XXVIII Subida Internacional al Fito  | Spanien Andrés Vilariño    | Osella PA 20               |
| 1999 | XXIX Subida Internacional al Fito    | Spanien Andrés Vilariño    | Osella PA 20               |
| 2000 | XXX Subida Internacional al Fito     | Spanien Andrés Vilariño    | Osella PA 20/S             |
| 2001 | XXXI Subida Internacional al Fito    | Spanien Andrés Vilariño    | Osella PA 20/S             |
| 2002 | XXXII Subida Internacional al Fito   | Italien Franz Tschager     | Osella PA 20/6             |
| 2003 | XXXIII Subida Internacional al Fito  | Spanien Andrés Vilariño    | Formula Reynard F3         |
| 2004 | XXXIV Subida Internacional al Fito   | Frankreich Lionel Régal    | Reynard F3000              |
| 2005 | XXXV Subida Internacional al Fito    | Spanien Ander Vilariño     | Reynard F3000              |
| 2006 | XXXVI Subida Internacional al Fito   | Spanien Pablo Martínez     | Reynard F3000              |
| 2007 | XXXVII Subida Internacional al Fito  | Spanien Miguel Martínez    | Reynard F3000              |
| 2008 | XXXVIII Subida Internacional al Fito | Spanien Santiago Mariño    | Audi A3 ST                 |
| 2009 | XXXIX Subida Internacional al Fito   | Spanien Carlos Martínez    | Seat 131 Abarth            |
| 2010 | Subida Internacional al Fito         | Spanien Ander Vilariño     | Reynard F3000              |
| 2011 | XL Subida Internacional al Fito      | Luxemburg Demuth Guy       | Osella FA30                |
| 2012 | XLI Subida Internacional al Fito     | Italien Simone Faggioli    | Osella FA 30               |
| 2013 | XLII Subida Internacional al Fito    | Italien Simone Faggioli    | Osella FA30 Zytek Armaroli |